# Беббидж (лунный кратер)
Кратер Бэббидж (лат. Babbage) — остатки древнего ударного кратера в районе северной границы Океана Бурь на видимой стороне Луны. Название дано в честь английского математика, изобретателя первой аналитической вычислительной машины, Чарльза Бэббиджа (1791—1871) и утверждено Международным астрономическим союзом в 1935 г. Образование кратера относится к донектарскому периоду.

## Описание кратера

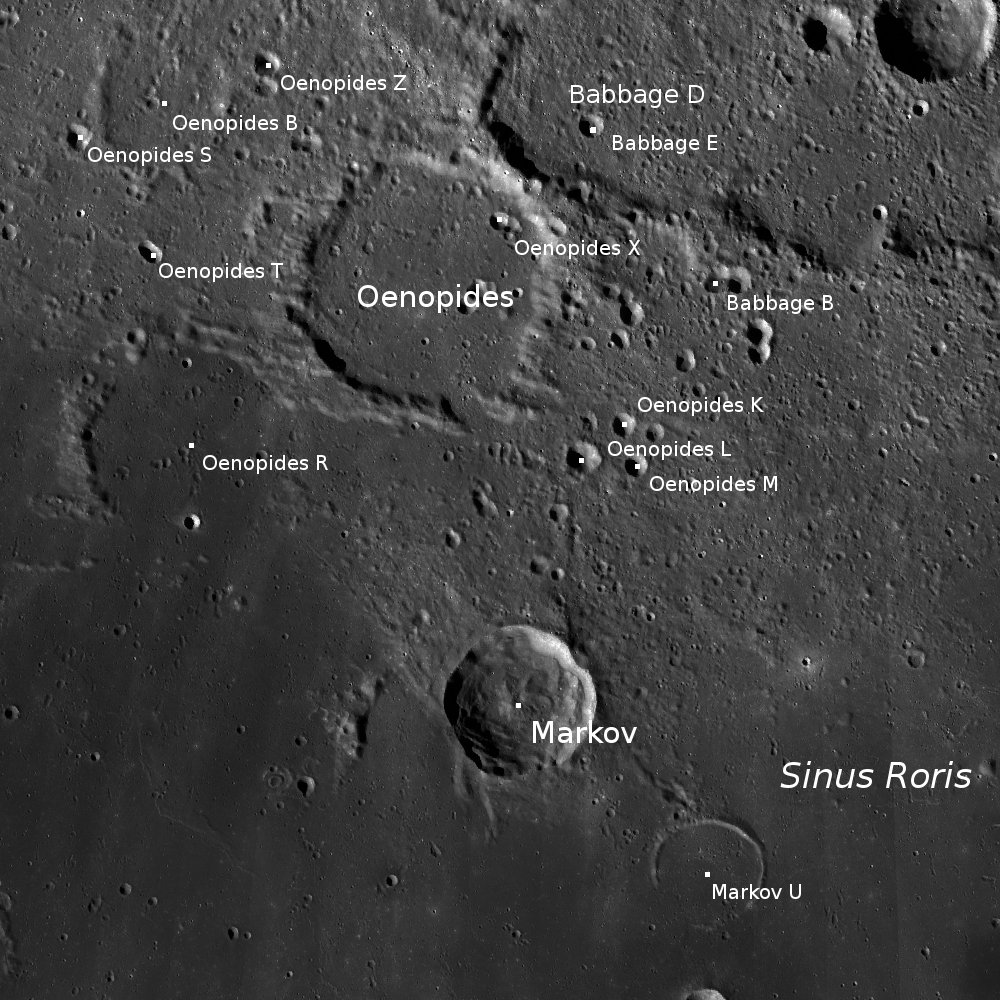
Окрестности кратера Беббидж. Снимок зонда Lunar Reconnaissance Orbiter.

На северо-западе кратер примыкает к кратеру Пифагор, на юго-западе к кратеру Энопид. С юго-восточной стороны кратер слегка перекрыт кратером Саут. Селенографические координаты центра кратера 59°34′ с. ш. 57°23′ з. д. / 59,56° с. ш. 57,38° з. д., диаметр 146,6 км, глубина 1390 м.
Вал кратера полигональной формы, существенно разрушен множеством импактов произошедших за время его существования и превратился в цепочку холмов. Юго-западная часть вала кратера перекрыта сателлитным кратером Бэббидж Е. Северная часть вала полностью разрушена. Высота вала над окружающей местностью составляет 1710 м, объём кратера приблизительно 22700 км³. Дно чаши кратера сравнительно ровное, испещрено множеством мелких кратеров. В северо-западную часть кратера врезается внешний склон вала кратера Пифагор.

## Сателлитные кратеры
| Бэббидж | Координаты                                            | Диаметр, км |
| ------- | ----------------------------------------------------- | ----------- |
| A       | 59°08′ с. ш. 55°39′ з. д. / 59,14° с. ш. 55,65° з. д. | 32,3        |
| B       | 57°03′ с. ш. 59°38′ з. д. / 57,05° с. ш. 59,63° з. д. | 6,5         |
| C       | 59°11′ с. ш. 57°31′ з. д. / 59,19° с. ш. 57,51° з. д. | 13,7        |
| D       | 58°39′ с. ш. 61°10′ з. д. / 58,65° с. ш. 61,17° з. д. | 71,0        |
| E       | 58°28′ с. ш. 61°37′ з. д. / 58,47° с. ш. 61,61° з. д. | 7,2         |
| U       | 60°58′ с. ш. 51°20′ з. д. / 60,97° с. ш. 51,34° з. д. | 5,1         |
| X       | 60°18′ с. ш. 50°17′ з. д. / 60,3° с. ш. 50,28° з. д.  | 6,4         |

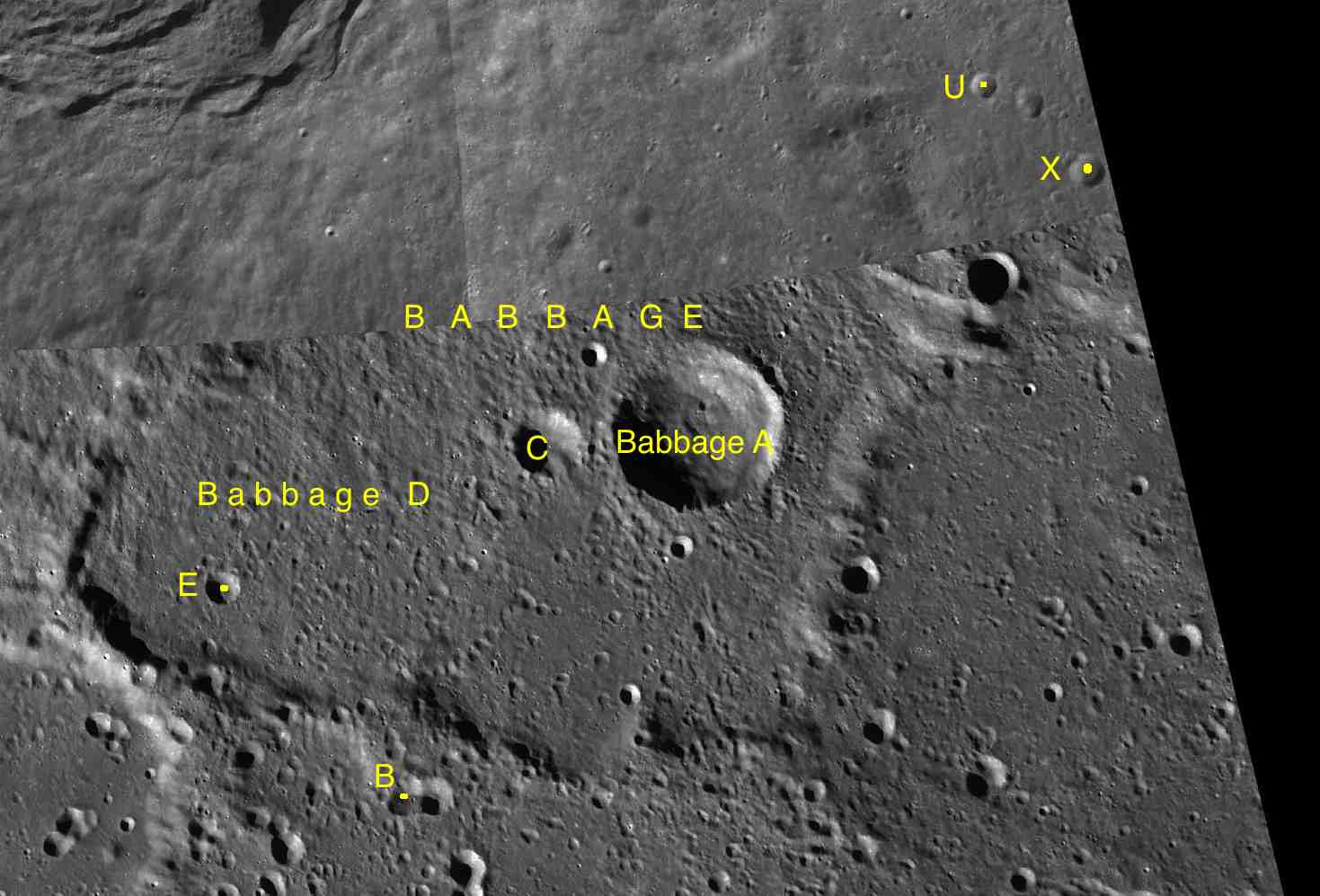
Фрагмент карты LAC-10.

- Образование сателлитного кратера Беббидж A относится к позднеимбрийскому период[1].
- Образование сателлитного кратера Беббидж D относится к донектарскому периоду[1].